# Junagadh
Junâgadh (gujarâtî : જુનાગઢ - hindî : जुनागढ) est une ville de l'État du Gujarat en Inde, chef-lieu du District de Junagadh.

## Géographie

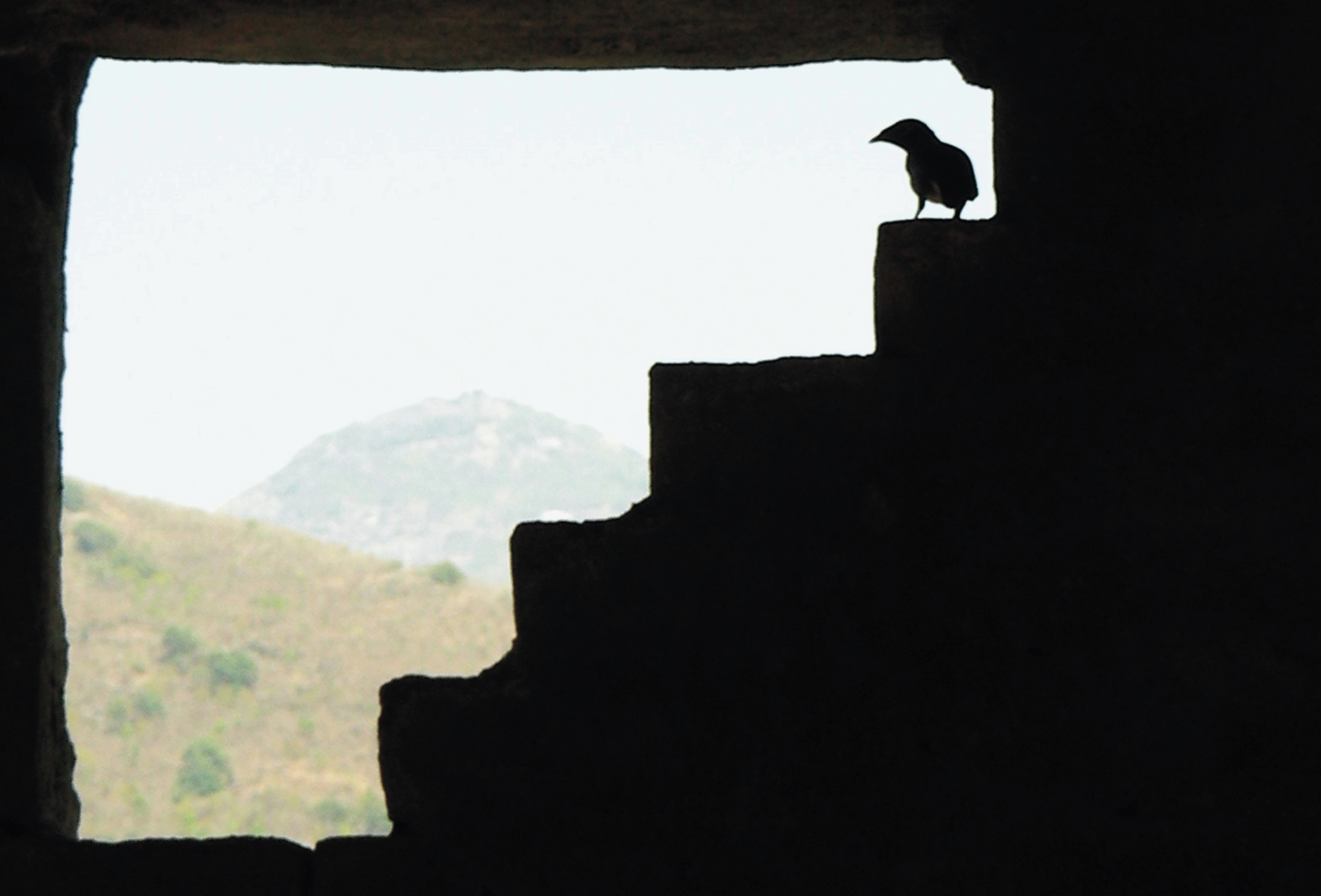
Un oiseau à Junagadh. Mars 2008.

Junagadh est située dans la presqu'île du Kathiawar.

## Lieux et monuments
- Citadelle d'Uparkot : construit au pied de la colline Girnar, cet impressionnant fort aurait été originellement construit en 319 av. J.-C.[1]. Détruit et reconstruit à plusieurs reprises au fil des siècles, il a été abandonné entre les VIIe et VIIIe siècles avant d'être redécouvert en 976. En raison de sa position stratégique, le fort aurait été assiégé seize fois en 800 ans. Près des ruines d'une mosquée édifiée au XVe siècle se trouvent des grottes creusées par l'homme qui ont été occupées par des ascètes, probablement vers le IIIe siècle av. J.-C.

- Édits d'Ashoka : à proximité de la citadelle se trouvent quatorze édits d'Ashoka gravés vers -250 dans un bloc de granite[2]. Ils sont rédigés en alphabet brahmi dans une langue similaire au Pali. Sur le même bloc se trouvent des inscriptions en sanskrit ajoutées vers 150 par le Mahakshatrap Rudradaman Ier, maître saka (indo-scythe) du Mâlvâ et membre de la dynastie des satrapes occidentaux[3]. Une autre inscription date de 450 et fait référence à Skandagupta, le dernier empereur Gupta.

- Temple de Swaminarayan

- Nécropole des nawabs de Junâgadh

- Mahabat Maqbara : mausolée du vizir Bahaduddinbhai Hasainbhai

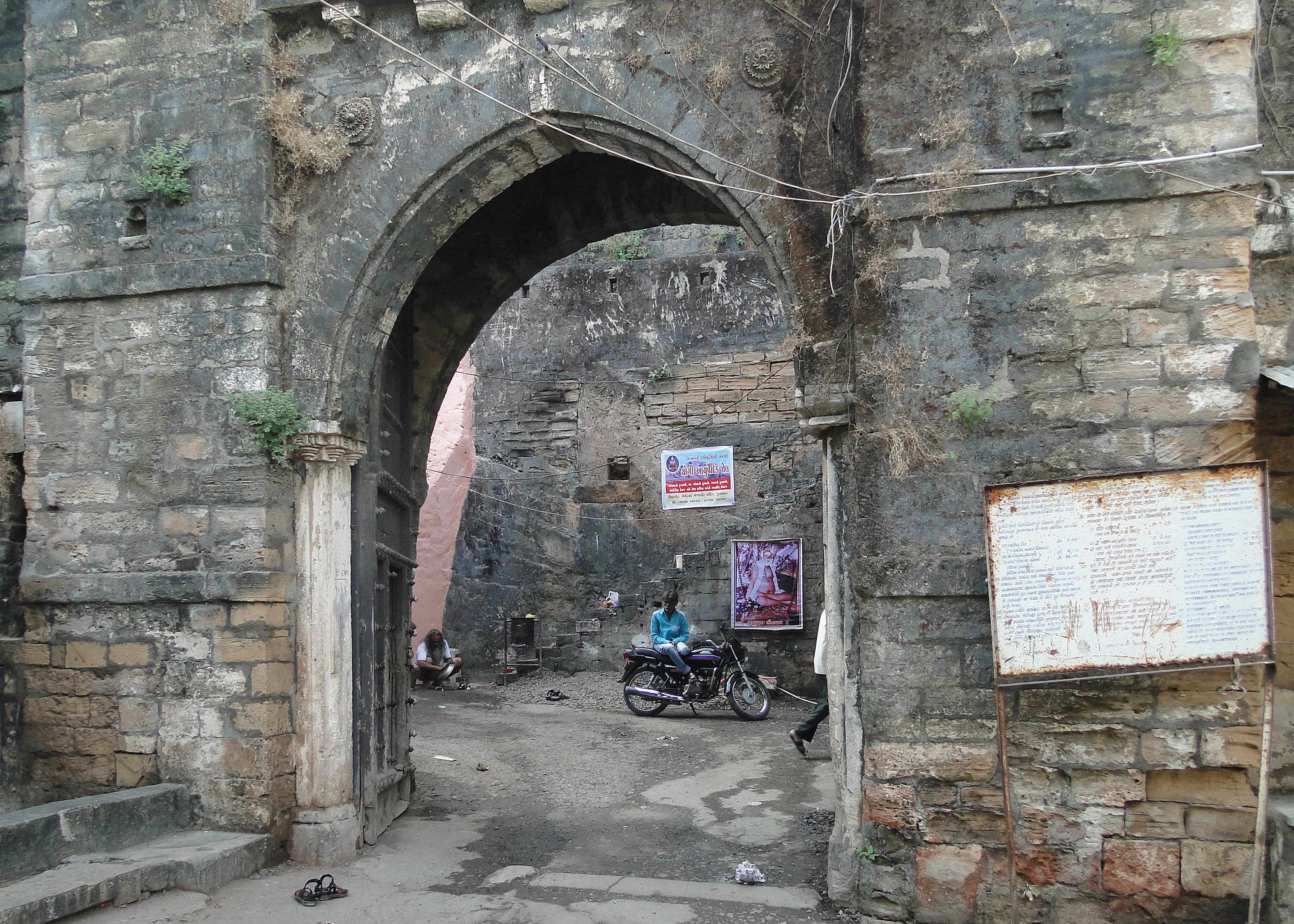
Entrée de la citadelle d'Uparkot
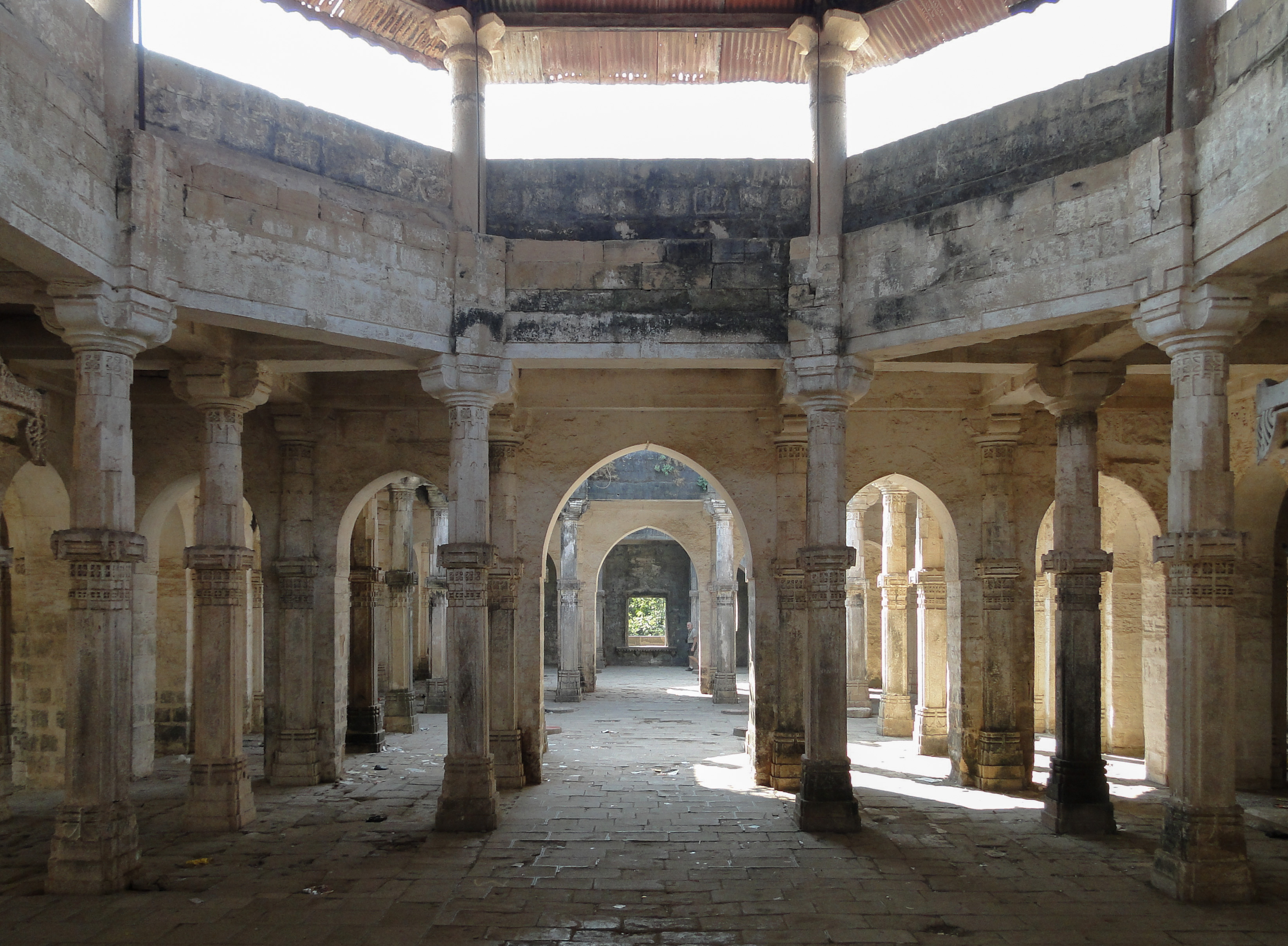
Mosquée de la citadelle
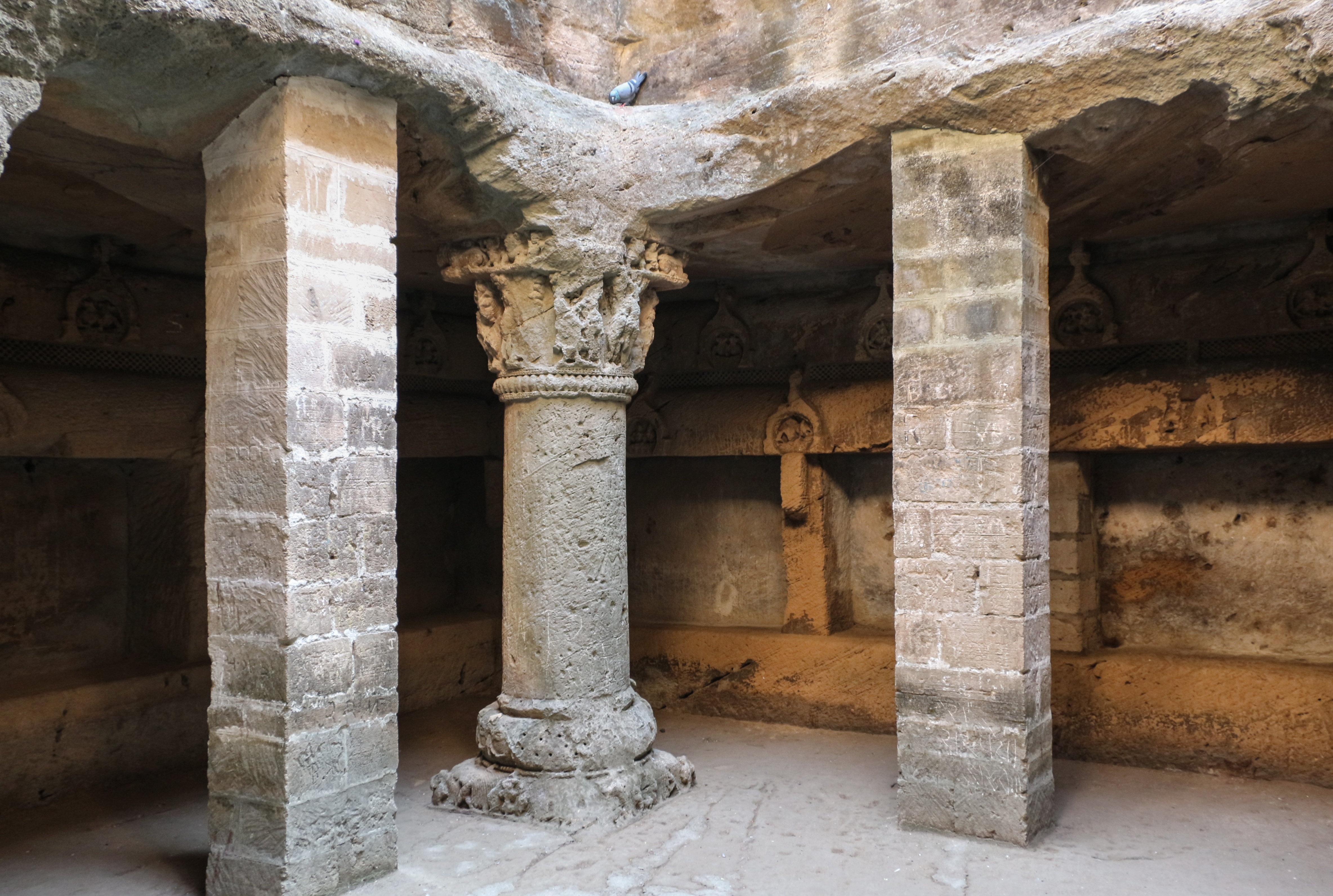
Grottes bouddhistes
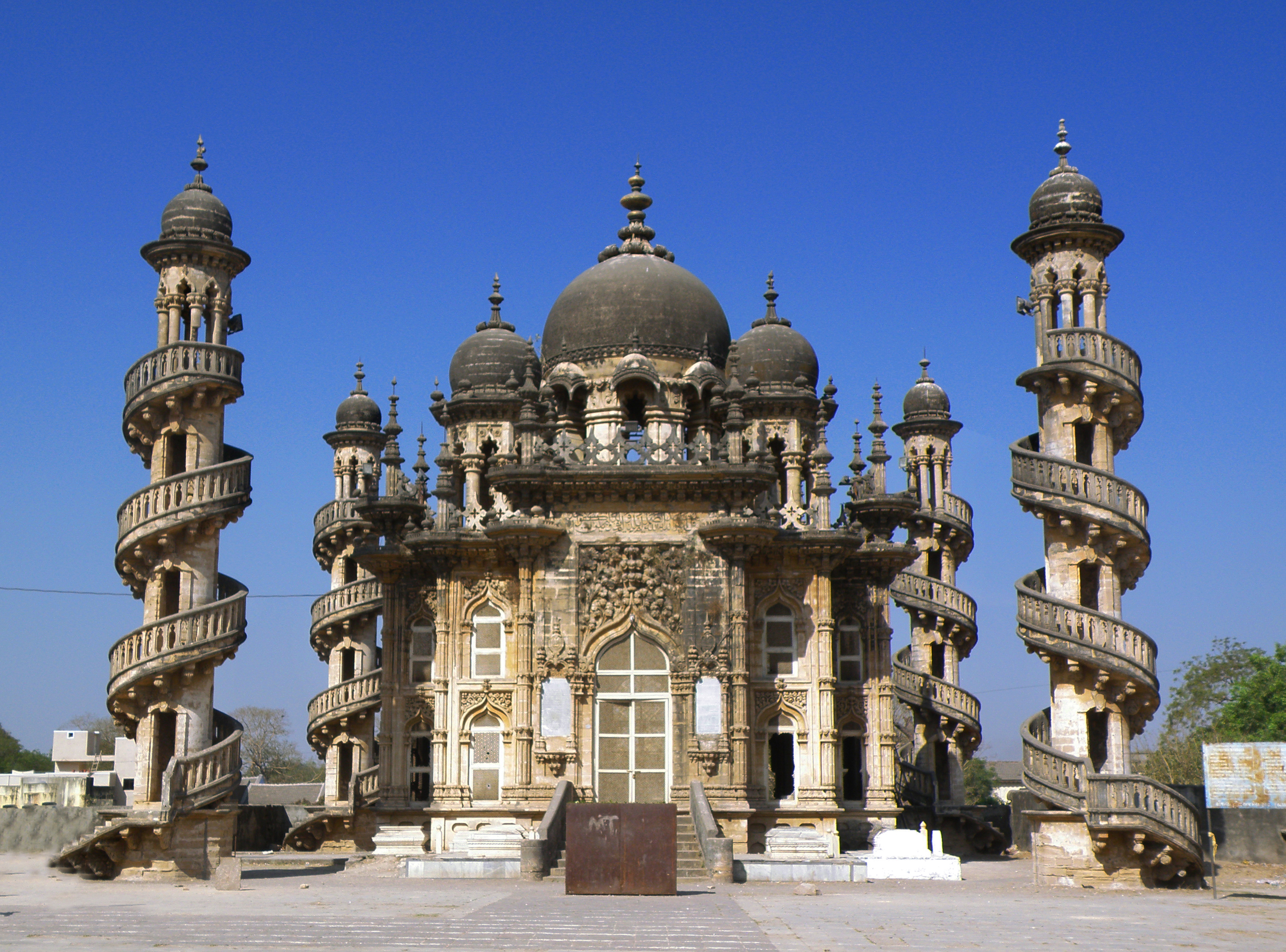
Mahabat Maqbara